# Joachim III (patriarcha Konstantynopola)
Joachim, imię świeckie Christos Dewedzis (ur. 18 stycznia 1834 w Wafiochori, zm. 13 listopada 1912 w Konstantynopolu) – grecki biskup prawosławny, patriarcha Konstantynopola w latach 1878–1883 i ponownie od 1901 do śmierci w 1912.

## Życiorys
Pochodził z ubogiej rodziny rybaków. Po uzyskaniu w rodzinnej wsi podstawowego wykształcenia udał się na Athos do klasztoru Pantokratora, gdzie spędził rok. Następnie uczył się w szkole na Samos, mieszkając w rezydencji miejscowego metropolity Grzegorza. Ok. 1848 wyjechał na dalszą naukę do greckiej szkoły w Bukareszcie, tam też w 1852 został wyświęcony na diakona i nauczył się języka rumuńskiego. Przed 1854 został hierodiakonem; w wymienionym roku podjął służbę duszpasterską w cerkwi św. Jerzego w Wiedniu, którą pełnił przez sześć lat. Nauczył się wówczas języka niemieckiego. Na młodego duchownego zwrócił wówczas uwagę patriarcha konstantynopolitański Joachim II, który sprowadził go do Konstantynopola w charakterze II diakona służącego przy patriarsze. W 1863 hierodiakon Joachim przyjął święcenia kapłańskie, a następnie został mianowany wielkim protosynglem Patriarchatu. Już kilka miesięcy później stracił urząd, gdy patriarcha Joachim II przestał sprawować swój.
Joachim został wyświęcony na biskupa przez patriarchę konstantynopolitańskiego Sofroniusza III. W 1864 objął katedrę warneńską. Od 1872 zasiadał w Świętym Synodzie Patriarchatu Konstantynopolitańskiego, zaś w 1874 przywrócony na urząd patriarszy Joachim II mianował go metropolitą Salonik.
4 października 1878 metropolita Joachim został wybrany na patriarchę konstantynopolitańskiego dzięki wsparciu greckiego bankiera Jeorjosa Zarifisa. Po objęciu urzędu Joachim zwołał w Konstantynopolu sobór duchowieństwa i świeckich, który miał ocenić sytuację Kościoła i wypracować konieczne reformy. Dążenie patriarchy do zmian zostało dobrze przyjęte przez świeckich delegatów, nieprzychylnie natomiast odniosła się do niego konserwatywnie nastawiona hierarchia.
Patriarcha wyremontował patriarszą katedrę w Konstantynopolu, zaś w 1880 utworzył bibliotekę i rozpoczął wydawanie oficjalnego pisma Patriarchatu, w 1882 natomiast zakończył budowę Wielkiej Szkoły Ludowej prowadzonej przez Kościół. Utworzył dwie szkoły dla kandydatów do kapłaństwa – na wyspie Chalki oraz w pobliżu Cezarei Kapadockiej (w 1879 i w 1882). W 1882 w Smyrnie założył bractwo, którego zadaniem było szerzenie znajomości języka greckiego i wiedzy o Grecji wśród tych Greków Azji Mniejszej, wśród których znajomość ta zanikła.
Joachim bronił przywilejów Patriarchatu Konstantynopolitańskiego nadanych bezpośrednio po podboju Bizancjum przez Turków osmańskich, m.in. rozstrzygania sporów między chrześcijanami w sądach Patriarchatu. W 1880 władze osmańskie zdecydowały, że sprawy takie przejdą w jurysdykcję sądów osmańskich, one również miały potwierdzać testamenty chrześcijan. Protesty Joachima w obu sprawach zostały zignorowane. Patriarcha domagał się również niezmieniania zasady, według której biskupi prawosławni w sprawach cywilnych mieli być sądzeni przez niego samego, a nie przez sądy państwowe. Kiedy także w tej sprawie poniósł klęskę, 9 grudnia 1883 zrzekł się urzędu. Jako patriarcha Joachim utrzymywał dobre relacje z Rosyjskim Kościołem Prawosławnym, w okresie sprawowania przez niego urzędu Patriarchat Konstantynopolitański otworzył w Moskwie placówkę filialną przy cerkwi św. Sergiusza. Joachim bezskutecznie starał się również naprawić relacje prawosławnych Greków i Bułgarów i rozwiązać konflikt związany z powstaniem Egzarchatu Bułgarskiego. Taka postawa sprawiła, że był krytykowany przez rządy Grecji, zwłaszcza przez premiera Charilaosa Trikupisa. Gorzej układały się stosunki między patriarchą a metropolitą wołoskim Kalinikiem, którego Joachim surowo krytykował za wprowadzenie w Rumuńskim Kościele Prawosławnym kalendarza gregoriańskiego, zgodę na chrześcijańskie pogrzeby samobójców i chrzest przez polanie wodą.
Po odejściu Joachima z urzędu dyplomacja rosyjska starała się doprowadzić do jego powrotu. Miał również wielu zwolenników wśród wiernych greckich. Były patriarcha kilkakrotnie podróżował na Bliski Wschód, by osiąść na Athosie, w skicie należącym do Wielkiej Ławry, jedynie w 1893 pielgrzymował do Grottaferrata. Nadal utrzymywał kontakty z Rosjanami. Występował jako rozjemca w sporach między mnichami athoskimi, w tym między mnichami greckimi a coraz liczniejszymi Rosjanami.
W 1901 Joachim III po raz drugi objął urząd patriarchy konstantynopolitańskiego. Zreorganizował Kościół, dążąc do odbudowy jego prestiżu. Nadal utrzymywał dobre relacje z Rosyjskim Kościołem Prawosławnym, naprawił również trudne w poprzednich latach stosunki z Patriarchatem Antiocheńskim. W okresie sprawowania przez niego urzędu doszło natomiast do konfliktu z Patriarchatem Aleksandryjskim na tle obsady arcybiskupstwa Cypru. W latach 1910–1911 patriarcha poróżnił się z Synodem Kościoła z powodu włączenia do niego metropolity Chalcedonu Germana, który w poprzednich latach był jego wielkim przeciwnikiem. Ostatecznie obaj hierarchowie doszli jednak do porozumienia. Politykę kościelną Joachima III w drugim okresie sprawowania urzędu charakteryzowało bardziej nacjonalistyczne nastawienie, dążenie do bliskiej współpracy z rządem Grecji. W 1912 patriarcha zmarł po krótkiej chorobie. Został pochowany w monasterze Ikony Matki Bożej „Życiodajne Źródło” w Konstantynopolu. Przez współczesnych określany był przydomkiem Wspaniały.

## Odznaczenia
- Krzyż Wielki Orderu Świętego Stefana (1880, Austro-Węgry)[2]